# Qubadlı
Qubadlı (ryska: Кубатлы) är en distriktshuvudort i Azerbajdzjan. Den ligger i distriktet Qubadlı Rayonu, i den sydvästra delen av landet, 300 km väster om huvudstaden Baku. Qubadlı ligger 482 meter över havet och antalet invånare är 6 890.
Terrängen runt Qubadlı är huvudsakligen kuperad, men åt sydväst är den bergig. Qubadlı ligger nere i en dal. Runt Qubadlı är det ganska tätbefolkat, med 52 invånare per kvadratkilometer.. Det finns inga andra samhällen i närheten.
Trakten runt Qubadlı består i huvudsak av gräsmarker.